# Sportsfriends
Sportsfriends est un jeu vidéo de type party game développé et édité par Die Gute Fabrik, sorti en 2014 sur PlayStation 3, PlayStation 4, Windows, Mac et Linux. Il s'agit d'une compilation de quatre jeux multijoueurs. Le jeu est devenu free-to-play le 29 mai 2024.

## Système de jeu
Sportsfriends se compose de 4 jeux.
- Johann Sebastian Joust est un jeu multijoueur local, sans graphisme qui se joue à l'aide de PlayStation Move. Le but du jeu est de ne pas bouger rapidement son contrôleur sous peine d'être éliminé. Il faut néanmoins essayer de déstabiliser ses adversaires.
- BaraBariBall est un jeu de combat de 2 à 4 joueurs dans la veine de Super Smash Bros. auquel il ajoute une balle et des buts.
- Super Pole Riders est un jeu dans lequel il faut pousser une balle guidée par un fil vers le but adversaire à l'aide de perches de saut.
- Hokra  est un jeu aux graphismes minimalistes et au gameplay proche de Pong mais beaucoup plus rapide.

## Développement
Le jeu a bénéficié d'un financement de plus de 150 000 $ sur Kickstarter.

## Accueil

### Critique
- Canard PC : 9/10[3]

### Récompenses
Johann Sebastian Joust a gagné deux prix, Impact et Technology, à l'IndieCade 2011. Il a également obtenu le prix de l'innovation aux Game Developers Choice Awards 2012. Il a été par ailleurs nommé dans plusieurs catégories à l'Independent Games Festival 2012 : Seumas McNally Grand Prize et Nuovo Award. Il y a aussi reçu une mention honorable pour game design.
Hokra a reçu le Prix du public à l'IndieCade 2012.